# Fährturm (Schweich)

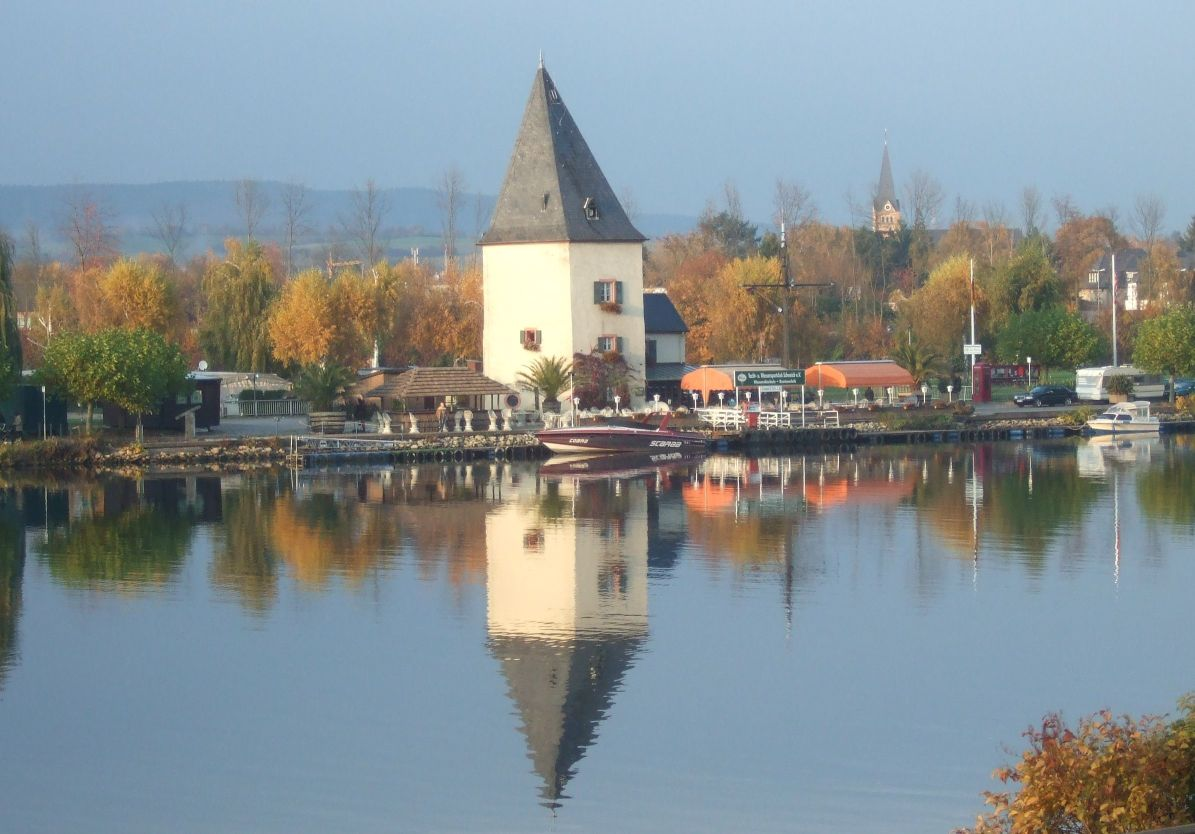
Fährturm Schweich

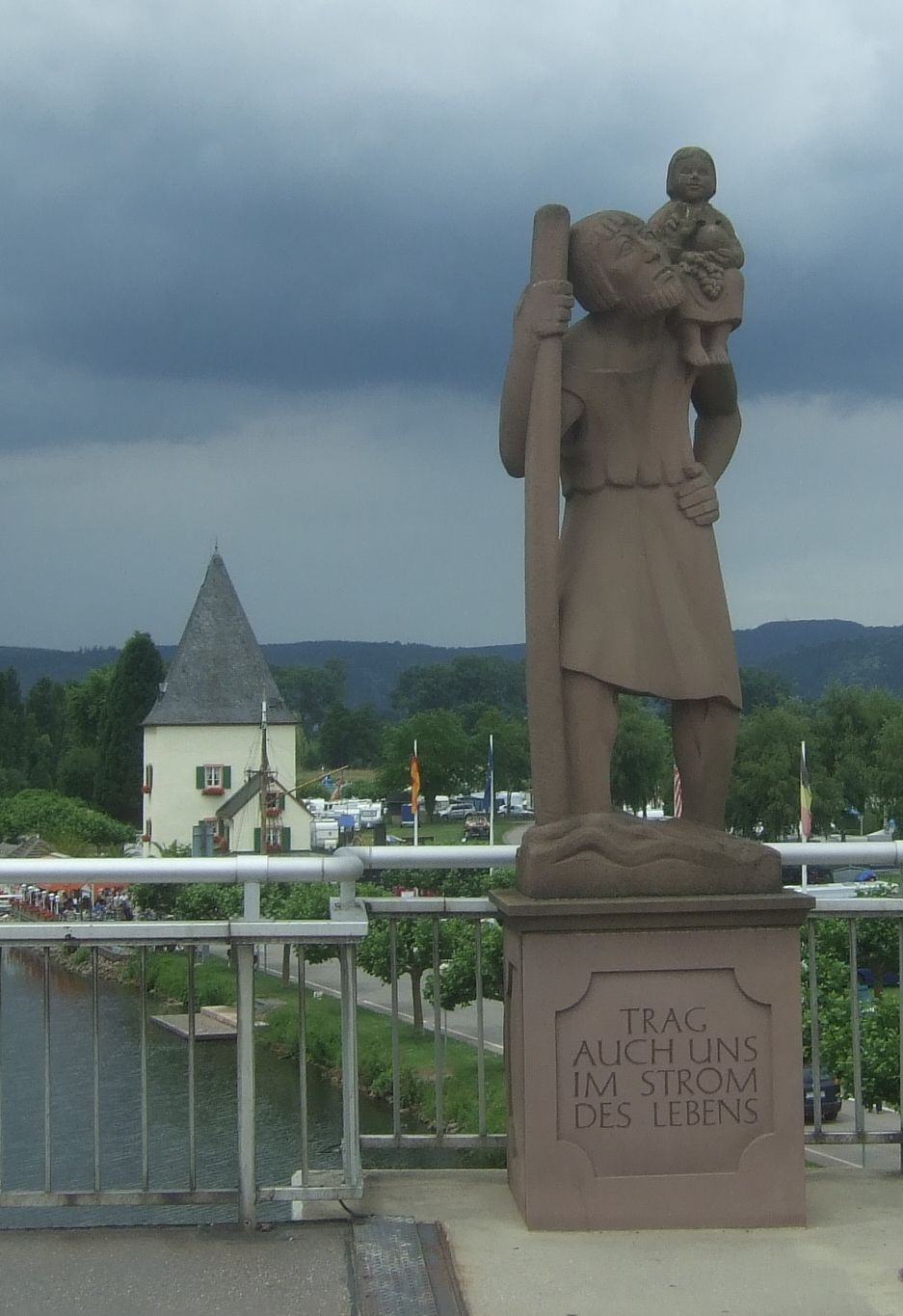
Links der Fährturm

Der Fährturm an der Mosel in der Stadt Schweich im Landkreis Trier-Saarburg in Rheinland-Pfalz
ist ein Kulturdenkmal und das Wahrzeichen der Stadt.
Er steht auf der linken Seite der Mosel und ist ein dreigeschossiger Zeltdachbau mit fünfeckigem Grundriss.
Er wurde Ende des 18. Jahrhunderts vom Trierer Kurfürsten Clemens Wenzeslaus erbaut und befindet sich auf der Gemarkung des Stadtteils Issel.
Die alte Fährverbindung war seit dem 13. Jahrhundert im Besitz der Abtei St. Maximin.
In der Trierischen Chronik aus dem Jahr 1825 heißt es: Viele nach Coblenz und andere Ortschaften Reisende setzen lieber in Schweich über, als dass sie der Straße von Trier nach Ehrang usw. folgen.
Keine andere Moselfähre musste in diesem Jahr mehr Pacht entrichten.
Das Gegenstück des Fährturms stand in Kirsch (Longuich). Es wurde 1902 im Zuge des Baues der Moselbahn abgerissen.
1906 verlor auch der Fährturm in Schweich seine ursprüngliche Funktion, da die Straßenbrücke über die Mosel fertiggestellt und der Fährbetrieb eingestellt wurde.
Der Fährturm wird heute gastronomisch genutzt.
Daneben befinden sich ein Campingplatz und ein Yachthafen.
Das sogenannte Fährhaus
(Hisgenhaus)
in der nahe gelegenen Brückenstraße ist ein barocker Mansardwalmdachbau, entstanden um 1750, und diente der Verwaltung der Gerichts- und Fährangelegenheiten der Abtei St. Maximin.
Es wird heute ebenfalls gastronomisch genutzt.
Das Heiligenhäuschen bei der Brückenstraße 10 wurde in Handschriften des 16. Jahrhunderts wiederholt als Fahr-Heiligenhäuschen bezeichnet. Es wurde 1960 neu errichtet an der Stelle eines alten, das unmittelbar an der Straße stand.